# Eupeodes horishanus
Eupeodes horishanus är en tvåvingeart som först beskrevs av Matsumura 1917.  Eupeodes horishanus ingår i släktet fältblomflugor, och familjen blomflugor.
Artens utbredningsområde är Taiwan. Inga underarter finns listade i Catalogue of Life.